# Megalepthyphantes hellinckxorum
Espèce
Megalepthyphantes hellinckxorum est une espèce d'araignées aranéomorphes de la famille des Linyphiidae.

## Distribution
Cette espèce est endémique d'Algérie.

## Publication originale
- Bosmans, 2006 : Contribution to the knowledge of the Linyphiidae of the Maghreb. Part X. New data on Lepthyphantes Menge (sensu lato) species (Araneae: Linyphiidae). Belgian Journal of Zoology, vol. 136, no 2, p. 173-191.